# Economia de Vanuatu
A economia de Vanuatu é baseada principalmente na agricultura familiar, que fornece o sustento para 70% da população. A pesca, os serviços financeiros e o turismo, com os mais de 205.000 visitantes em 2010, são outros setores essenciais da economia. Os depósitos minerais são insignificantes; o país não tem nenhum depósito conhecido de petróleo. Um pequeno setor de indústrias leves abastece o mercado local. O país ocupava o 200º lugar em produto interno bruto por paridade do poder de compra  em 2007.
A fonte principal de impostos é principalmente das importações. O desenvolvimento econômico é limitado pela dependência de relativamente poucos produtos de exportação, pela vulnerabilidade aos desastres naturais, e por distâncias longas dos principais mercados consumidores.